# Willy Brokamp
Willy Brokamp (né le 25 février 1946 à Chevremont aux Pays-Bas) est un joueur de football néerlandais.

## Biographie
Il a notamment joué pour le MVV Maastricht dans les années 1960 et 1970, recruté du RKVV Chevremont (club de Kerkrade).
Il finit meilleur buteur du championnat en 1973 à égalité avec Cas Janssens, avec 18 buts.
En 1974, il part jouer à l'Ajax Amsterdam, avec qui il passe deux bonnes saisons (1974/1975, 1975/1976). Il joue également six matchs pour l'équipe nationale néerlandaise et inscrit autant de buts.
Il réside actuellement à Kanne, en Belgique près de Maastricht.